# Червень 2003
Червень 2003 — шостий місяць 2003 року, що розпочався у неділю 1 червня та закінчився у понеділок 30 червня.

## Події
- 3 червня — Амелія Вега з Домініканської Республіки стала Міс Всесвіт у Панамі.
- 14 червня — 77% громадян Чехії проголосували за вступ до Європейського Союзу з 55% усіх мешканців.
- 29 червня — переможцем Кубку конфедерацій 2003 року стала збірна Франції .